# Non ti fidare
Non ti fidare (titolo originale Murder by the Book) è il quattordicesimo romanzo giallo di Rex Stout con Nero Wolfe protagonista.

## Trama
Dal momento che la polizia di New York ha archiviato il caso sotto la voce incidenti, un uomo d'affari di Peoria incarica Nero Wolfe di fare luce sulla morte della figlia, redattrice presso una casa editrice, investita da un'auto pirata. Wolfe trova una connessione tra la morte della ragazza e una lista di nomi recentemente mostratagli dall'ispettore Cramer, inerente ad un caso di omicidio. Un terzo omicidio conferma l'ipotesi di Wolfe, ed Archie vola fino in California alla ricerca di un romanzo inedito, scritto da una delle vittime.

### Personaggi principali
- Nero Wolfe: investigatore privato
- Archie Goodwin: suo assistente
- Fritz Brenner: cuoco e maggiordomo
- Saul Panzer: investigatore privato
- Nathan Harris: dipendente dell'Agenzia Investigativa Dolman
- Joan Wellmann, Leonard Dykes, Rachel Abrams: le tre vlttime del misterioso Baird Archer
- John R. Wellmann: padre di Joan
- Peggy Potter Dykes: sorella di Leonard
- Abrams: madre di Rachel
- James A. Corrigan, Louis Kustin, Emmett Phelps, Frederick Briggs: titolari di uno studio legale
- Conroy O'Malley: ex socio dello studio legale
- Sue Dondero, Blanche Duke, Eleanor Gruber, Nina Pearlman, Helen Troy, Charlotte Adams, Dolly Harriton, Portia Liss, Claire Burkhardt, Mabel Moore: impiegate dello studio
- Cramer: ispettore della Squadra Omicidi
- Purley Stebbins: sergente della Squadra Omicidi
- Rowcliff: tenente della Squadra Omicidi

## Critica
"È un piacere riferire finalmente che in Murder by the Book Rex Stout restituisce a Nero Wolfe la sua posizione appropriata nel campo del romanzo giallo. Un uomo è stato assassinato presumibilmente per via di un romanzo che ha scritto e che è completamente scomparso; c'è apparentemente l'assenza di indizi più totale che mai un investigatore della finzione abbia dovuto affrontare. E la storia non è tanto una storia di indagini, quanto degli ingegnosi sforzi di Wolfe e dell'incomparabile Archie Goodwin di trovare un qualsiasi concepibile punto di partenza dal quale l'indagine possa partire. È un approccio curioso e interessante; la soluzione è al tempo stesso plausibile e sorprendente (anche se non a prova di bomba dal punto di vista della deduzione). Wolfe e Archie sono entrambi al massimo della forma e Stout raramente ha fatto un miglior lavoro come romanziere nel dare sostanza all'assortimento di personaggi minori."

"Murder by the Book ha della buona detection nell'introduzione (capitoli 1-3). Wolfe raggiunge tre buone conclusioni, una (fine del capitolo 2) basata sulla deduzione, altre due (fine del capitolo 3) sono forti possibilità basate sulle prove. Sono tutte e tre conclusioni sorprendenti, eppure logicamente solide e basate su prove pienamente condivise con il lettore, il che è sempre una piacevole combinazione. C'è anche un buon suggerimento basato su un elenco (fine del capitolo 1) riguardo al possibile scopo dell'elenco. In aggiunta, Wolfe elabora un buon piano per ulteriori indagini, trovando un modo di procedere quando il caso sembra finire in un vicolo cieco (fine del capitolo 3). [...] La sezione di apertura è ambientata nel settore dell'editoria e riguarda un misterioso manoscritto, anticipando Plot it Yourself. Stout stesso fece carriera nell'editoria e lavorò alla Vanguard Press."

## Opere derivate
- Non ti fidare, episodio della serie televisiva prodotta dalla Paramount Television nel 1981.

## Edizioni
- Rex Stout, Non ti fidare, collana I Classici del Giallo (n. 59), Arnoldo Mondadori Editore, 1969,  p. 204.
- Rex Stout, Non ti fidare, collana Il Giallo Mondadori n.230, Arnoldo Mondadori Editore, 1953.